# Хогледе
Хогледе (на нидерландски: Hooglede) е селище в Северозападна Белгия, окръг Руселаре на провинция Западна Фландрия. Населението му е около 9800 души (2006).